# 大乘百法明門論
《大乘百法明門論》（藏語：ཐེག་པ་ཆེན་པོའི་ཆོས་བརྒྱ་གསལ་བའི་སྒོའི་བསྟན་བཅོས），世親菩薩造（西藏說世親或法護），唐玄奘三藏於貞觀二十二年(公元648年)節譯出百法的名目，即《大乘百法明門論·本事分中略錄名數》。大者揀小為義。乘者運載得名(名義互言)百數也。法謂世出世之法。故心法八。心所五十有一。色乃十一。不相應二十有四。無為法六。故為大乘百法也。
本論確立了瑜伽行唯識學派的五位百法。

## 引用
1. ↑  .   [2020-06-03]. （原始内容存档于2020-06-03）.
2. ↑  雪歌仁波切. .   [2020-06-03]. （原始内容存档于2020-06-03）. 關於《百法明門論》的作者，藏傳佛教有二種說法，有人說它是世親寫的，有人說它是世親的弟子法護寫的。……不管是世親寫的或他的弟子寫的，以四部宗義的角度看，它是以唯識的角度寫的。怎麼看得出來呢？因為它這裡講八識。四個宗義中，承許八識者，只有唯識宗，其他的宗義都不承許。
3. ↑  《開元釋教錄》：「大乘百法明門論一卷(見內典錄世親菩薩造貞觀二十二年十一月十七日於北闕弘法院譯沙門玄忠筆受)」
4. ↑  窺基《大乘百法明門論解》